# سیارک ۱۹۵۷۰
سیارک ۱۹۵۷۰ (به انگلیسی: 19570 Jessedouglas، نامگذاری:1999LH6) نوزده هزار و پانصد و هفتادمین سیارک کشف شده‌است که در ۱۳ ژوئن ۱۹۹۹ کشف شد.
قدر مطلق سیارک برابر ۱۳٫۱۰ است.